# Geografo (Velázquez)
Il geografo è un dipinto a olio su tela (101x81 cm) realizzato tra il 1628 e il 1629 dal pittore Diego Velázquez.
È conservato nel Musée des Beaux-Arts di Rouen.
Il quadro raffigura un uomo dal mantello rosso ed abito nero; si è a lungo pensato che potesse essere Galileo Galilei o Cristoforo Colombo, tuttavia alcuni critici hanno ipotizzato che potesse, invece, essere il filosofo greco Democrito.